# 왕위전 (쇼기)
왕위전(王位戦)은 신문3사연합 주최의 쇼기 기전이다. 도전기 형식의 타이틀전(용왕전, 명인전, 왕위전, 왕좌전, 기왕전, 예왕전, 왕장전, 기성전) 중 하나로 기전 서열은 3위이다.

## 방식
예선, 도전자결정리그, 도전자결정전을 거쳐서 도전자를 선발하고, 도전자는 왕위와 도전 7번기를 치른다.

### 예선
왕위 재위자 및 시드 4명을 제외한 전 기사와 여류기사 2명(여류왕위, 여류왕위전 5번기 패자)이 8조로 나뉘어 싱글엘리미네이션 방식의 토너먼트로 본선 진출자 8명을 선발한다. 다른 기전과 달리, 전년도 성적에 의한 시드 4명을 제외하면 타이틀 보유 여부나 순위전 소속 클래스와 관계 없이 모든 기사가 동등한 조건에서 경쟁하기 때문에 신인이 활약하기 좋은 것이 특징이다.

### 도전자결정리그
시드 4명과 예선 통과자 8명이 6명씩 각각 홍(紅), 백(白)의 두 조로 나뉘어 풀리그를 진행한다. 각 조 상위 2명씩이 차기 시드를 획득하고, 각 조 우승자는 도전자 결정전에 진출한다. 동률 발생시 순위는 다음과 같이 정한다.
- 4승1패로 동률일 경우 인원수에 관계 없이 플레이오프를 진행한다. 3명이 동률인 경우에는 전기 성적(전기 리그 승수 > 전기 예선 승수) 순으로 시드자를 정하고, 1회전은 잔류자 결정전을 겸한다.
- 3승2패로 동률일 경우에는 플레이오프를 시행하지 않고, 당사자간 직접대결성적 > 전기 성적(전기 리그 승수 > 전기 예선 승수) 순으로 우승자와 잔류자를 결정한다. 그럼에도 순위가 가려지지 않을 경우엔 플레이오프를 시행한다.

각 조 우승자는 도전자 결정전 단판 승부를 통해 도전자를 결정한다.

### 도전7번기
도전자와 왕위재위자는 7월에서 9월에 걸쳐서 도전 7번기를 진행한다. 제한시간은 각 8시간으로, 첫 날 오후 6시에 봉수, 둘째날 오후에는 석식휴게 없이 종국까지 진행한다.

## 영세칭호
영세칭호는 "영세왕위"이며, 통산 10기 또는 연속 5기 이상 타이틀을 보유한 기사가 자격을 얻는다.

## 역대 결승 결과
※ 전적은 우승자 기준으로 O = 승, X = 패, 千 = 천일수, 持 = 지쇼기를 나타낸다.
| 기 | 연도 | 우승자            | 전적       | 준우승자          | 비고                                                              |
| -- | ---- | ----------------- | ---------- | ----------------- | ----------------------------------------------------------------- |
| 1  | 1988 | 오오야마 야스하루 | O千OOXO    | 츠카다 마사오     |                                                                   |
| 2  | 1989 | 오오야마 야스하루 | OOXOO      | 마루타 유조       |                                                                   |
| 3  | 1962 | 오오야마 야스하루 | OOOO       | 하나무라 모토지   |                                                                   |
| 4  | 1963 | 오오야마 야스하루 | XOXOOO     | 카토 히후미       |                                                                   |
| 5  | 1964 | 오오야마 야스하루 | OOXXOO     | 후타카미 타츠야   | 오오야마 영세 왕위 자격 획득                                      |
| 6  | 1965 | 오오야마 야스하루 | OOOO       | 사토 다이고로     |                                                                   |
| 7  | 1966 | 오오야마 야스하루 | OOOXO      | 아리요시 미치오   |                                                                   |
| 8  | 1967 | 오오야마 야스하루 | XOOOO      | 오오우치 노부유키 |                                                                   |
| 9  | 1968 | 오오야마 야스하루 | OOXOXO     | 아리요시 미치오   |                                                                   |
| 10 | 1969 | 오오야마 야스하루 | OX千OXOO   | 니시무라 카즈요시 |                                                                   |
| 11 | 1970 | 오오야마 야스하루 | OOOXO      | 요네나가 쿠니오   |                                                                   |
| 12 | 1971 | 오오야마 야스하루 | OXOOXXO    | 나카하라 마코토   |                                                                   |
| 13 | 1972 | 나이토 쿠니오     | OXOOO      | 오오야마 야스하루 |                                                                   |
| 14 | 1973 | 나카하라 마코토   | OOOO       | 나이토 쿠니오     |                                                                   |
| 15 | 1974 | 나카하라 마코토   | OXOXOO     | 요네나가 쿠니오   |                                                                   |
| 16 | 1975 | 나카하라 마코토   | OXOXOO     | 나이토 쿠니오     |                                                                   |
| 17 | 1976 | 나카하라 마코토   | XOOOXO     | 카츠우라 오사무   |                                                                   |
| 18 | 1977 | 나카하라 마코토   | XOOOXO     | 요네나가 쿠니오   | 나카하라 영세 왕위 자격 획득                                      |
| 19 | 1978 | 나카하라 마코토   | OXOOO      | 오오야마 야스하루 |                                                                   |
| 20 | 1979 | 요네나가 쿠니오   | XOOXOX千O  | 나카하라 마코토   |                                                                   |
| 21 | 1980 | 나카하라 마코토   | OOOO       | 요네나가 쿠니오   |                                                                   |
| 22 | 1981 | 나카하라 마코토   | OXOOXXO    | 오오야마 야스하루 |                                                                   |
| 23 | 1982 | 나이토 쿠니오     | OXXOOO     | 나카하라 마코토   |                                                                   |
| 24 | 1983 | 타카하시 미치오   | OXOOXO     | 나이토 쿠니오     |                                                                   |
| 25 | 1984 | 카토 히후미       | OXXOXOO    | 타카하시 미치오   |                                                                   |
| 26 | 1985 | 타카하시 미치오   | OOOO       | 카토 히후미       |                                                                   |
| 27 | 1986 | 타카하시 미치오   | OOOO       | 요네나가 쿠니오   |                                                                   |
| 28 | 1987 | 타니가와 코지     | OOXOO      | 타카하시 미치오   |                                                                   |
| 29 | 1988 | 모리 케이지       | OXXOOXO    | 타니가와 코지     |                                                                   |
| 30 | 1989 | 타니가와 코지     | OXOOO      | 모리 케이지       |                                                                   |
| 31 | 1990 | 타니가와 코지     | XOOXOXO    | 사토 야스미츠     |                                                                   |
| 32 | 1991 | 타니가와 코지     | XXOOOO     | 나카타 히로키     |                                                                   |
| 33 | 1992 | 고다 마사타카     | OOOXXO     | 타니가와 코지     | 전 타이틀전 사상 유일한 4단의 타이틀 획득. 사상 최연소 왕위(21세) |
| 34 | 1993 | 하부 요시하루     | OOOO       | 고다 마사타카     |                                                                   |
| 35 | 1994 | 하부 요시하루     | OOXXXOO    | 고다 마사타카     |                                                                   |
| 36 | 1995 | 하부 요시하루     | XXOOOO     | 고다 마사타카     |                                                                   |
| 37 | 1996 | 하부 요시하루     | OOXOO      | 후카우라 코이치   |                                                                   |
| 38 | 1997 | 하부 요시하루     | OXOOO      | 사토 야스미츠     | 하부 영세 왕위 자격 획득                                          |
| 39 | 1998 | 하부 요시하루     | OOXOXO     | 사토 야스미츠     |                                                                   |
| 40 | 1999 | 하부 요시하루     | OOOO       | 타니가와 코지     |                                                                   |
| 41 | 2000 | 하부 요시하루     | OXOXOXO    | 타니가와 코지     |                                                                   |
| 42 | 2001 | 하부 요시하루     | OOOO       | 야시키 노부유키   |                                                                   |
| 43 | 2002 | 타니가와 코지     | OOOX千O    | 하부 요시하루     |                                                                   |
| 44 | 2003 | 타니가와 코지     | OOOXO      | 하부 요시하루     |                                                                   |
| 45 | 2004 | 하부 요시하루     | XOOOO      | 타니가와 코지     |                                                                   |
| 46 | 2005 | 하부 요시하루     | XXOOXOO    | 사토 야스미츠     |                                                                   |
| 47 | 2006 | 하부 요시하루     | OOXXOO     | 사토 야스미츠     |                                                                   |
| 48 | 2007 | 후카우라 코이치   | OOXOXXO    | 하부 요시하루     |                                                                   |
| 49 | 2008 | 후카우라 코이치   | XOOOXXO    | 하부 요시하루     |                                                                   |
| 50 | 2009 | 후카우라 코이치   | 千XXXOOOO  | 키무라 카즈키     |                                                                   |
| 51 | 2010 | 히로세 아키히토   | OXOX千O千O | 후카우라 코이치   |                                                                   |
| 52 | 2011 | 하부 요시하루     | XXOOXOO    | 히로세 아키히토   |                                                                   |
| 53 | 2012 | 하부 요시하루     | 千OXOOO    | 후지이 타케시     |                                                                   |
| 54 | 2013 | 하부 요시하루     | OOXOO      | 나메카타 히사시   |                                                                   |
| 55 | 2014 | 하부 요시하루     | XO持OOXO   | 키무라 카즈키     |                                                                   |
| 56 | 2015 | 하부 요시하루     | OOXOO      | 히로세 아키히토   |                                                                   |
| 57 | 2016 | 하부 요시하루     | XOOXXOO    | 키무라 카즈키     |                                                                   |
| 58 | 2017 | 스가이 타츠야     | OOXOO      | 하부 요시하루     |                                                                   |
| 59 | 2018 | 토요시마 마사유키 | XOXOXOO    | 스가이 타츠야     |                                                                   |
| 60 | 2019 | 키무라 카즈키     | XXOOXOO    | 토요시마 마사유키 | 첫 타이틀 획득 최연장 기록 (46세 3개월)                           |
| 61 | 2020 | 후지이 소타       | OOOO       | 키무라 카즈키     | 사상 최연소 2관왕 (18세 1개월)                                    |
| 62 | 2021 | 후지이 소타       | XOOOO      | 토요시마 마사유키 |                                                                   |

### 내용주
1. ↑  일반적으로 신문3사연합은 홋카이도신문사, 주니치신문사, 니시닛폰신문사 등 3개 회사의 연합인 "블록지3사연합"을 의미하나, 쇼기의 왕위전, 여류왕위전 및 바둑의 천원전의 주최사로서의 신문3사연합은 홋카이도신문사 발행의 홋카이도 신문, 주니치신문사 발행의 주니치 신문/도쿄 신문, 니시닛폰신문사 발행의 니시닛폰신문에 고베신문과 도쿠시마신문이 더해진 5개 회사 6개 신문의 연합을 가리킨다.